# Центава
Центава (пол. Centawa, нім. Centawa, 1936-45: Haldenau) — село в Польщі, у гміні Ємельниця Стшелецького повіту Опольського воєводства.
Населення — 522 особи (2011).

## Демографія
Демографічна структура станом на 31 березня 2011 року:
|          | Загалом | Допрацездатний вік | Працездатний вік | Постпрацездатний вік |
| -------- | ------- | ------------------ | ---------------- | -------------------- |
| Чоловіки | 268     | 41                 | 189              | 38                   |
| Жінки    | 254     | 45                 | 156              | 53                   |
| Разом    | 522     | 86                 | 345              | 91                   |